# Мачеха (Волгоградська область)
Мачеха (рос. Мачеха) — село у Кіквідзенському районі Волгоградської області Російської Федерації.
Населення становить 2397  осіб. Входить до складу муніципального утворення Мачешанське сільське поселення.

## Історія
Село розташоване у межах українського історичного та культурного регіону Жовтий Клин.
Згідно із законом від 10 грудня 2004 року № 967-ОД органом місцевого самоврядування є Мачешанське сільське поселення.

## Населення
| 2010 | 2012  | 2013  | 2014  | 2015  | 2016  | 2017  |
| ---- | ----- | ----- | ----- | ----- | ----- | ----- |
| 2475 | ↘2457 | ↘2445 | ↘2418 | ↘2381 | ↗2390 | ↗2397 |